# Naturschutzgebiet Wildniswald Rhonard
Das Naturschutzgebiet Wildniswald Rhonard mit 6,17 ha Flächengröße liegt östlich von Olpe und im Kreis Olpe. Das Gebiet wurde 2020 mit dem Landschaftsplan Landschaftsplan Nr. 5 Rothaarvorhöhen zwischen Olpe und Altenhundem durch den Kreistag des Kreises Olpe als Naturschutzgebiet (NSG) ausgewiesen. Das NSG liegt am östlichen Hang des Rhonardberges.

## Beschreibung
Im NSG liegen strukturreiche alte Laubmischwälder. Auf einem ostexponierten Hang steht ein Hainsimsen-Buchenwald mit bei Ausweisung 150 Jahre alten Traubeneichen. Im Schutzgebiet entspringt ein Seitenbach des Olpebaches. Der von Eschen gesäumte Bach ist ein gesetzlich geschütztes Biotop nach § 30 BNatSchG. Nördlich des Baches liegt im NSG ein bei Ausweisung etwa 130 Jahre alter Traubeneichenwald.
Zum NSG führt der Landschaftsplan auf: „Im Jahr 2012 wurden die alten Waldbestände als „Wildnisentwicklungsgebiet“ (WG-OE-0003) ausgewiesen und werden seither nicht mehr bewirtschaftet. Zentrales Naturschutzanliegen ist die Schaffung eines naturnahen „Wildnisgebietes“ ohne Nutzungseinfluss mit differenzierten Wald-Biotopen. Der Wildniswald am Rhonardberg ist ein störungsarmer Waldbiotop mit bedeutenden Lebensräumen für Tiere und Pflanzen sowie eine wichtige Fläche im Waldbiotopverbund.“

## Schutzzweck
Laut Landschaftsplan erfolgte die Ausweisung:
- „zur Erhaltung, Entwicklung und Wiederherstellung von Lebensstätten, Biotopen oder Lebensgemeinschaften der für naturnahe, strukturreiche Waldkomplexe mit alten Laub- und Laubmischwäldern typischen Tier- und Pflanzenarten,“
- „aus wissenschaftlichen Gründen,“
- „wegen der Seltenheit, besonderen Eigenart und hervorragenden Schönheit des Gebietes,“
- „zur Sicherung als Verbindungsfläche im Biotopverbund.“[1]

## Gebote
Für das NSG wurden drei spezielle Gebote erlassen:
- „den Alt- und Totholzanteil zu erhalten und zu vermehren,“
- „die Waldbestände der natürlichen Entwicklung zu überlassen und nur bei einer Gefährdung der Lebensräume einzugreifen,“
- „Nadelholzbestände, welche Biotoptypen nach § 30 BNatSchG i. V. m. § 42 LNatSchG gefährden, oder nadelholzbestockte Flächen, die standörtlich günstige Bedingungen für die Entwicklung seltener Waldgesellschaften bieten, vorrangig in Laubholzbestände aus lebensraumtypischen Laubholzarten umzuwandeln (Festsetzung nach § 12 LNatSchG).“[1]